# 풍마노지심
《풍마노지심》(중국어: 瘋魔魯智深)는 2018년 공개된 중국의 액션 영화이다.

## 출연

### 주연
- 송진 : 노지심 역
- 장항아 : 장령아 역

### 조연
- 이아남 : 원진 역
- 신신 : 원위 역
- 정천 : 원한 역
- 담욱